# Cassida prasina
Cassida prasina är en skalbaggsart som beskrevs av Johann Karl Wilhelm Illiger 1798. Cassida prasina ingår i släktet Cassida, och familjen bladbaggar. Enligt den finländska rödlistan är arten otillräckligt studerad i Finland. Enligt den svenska rödlistan är arten nära hotad i Sverige. Arten förekommer i Götaland och Öland. Artens livsmiljö är ruderatmarker, vägrenar och banvallar.